# 约瑟夫·M·阿卡巴

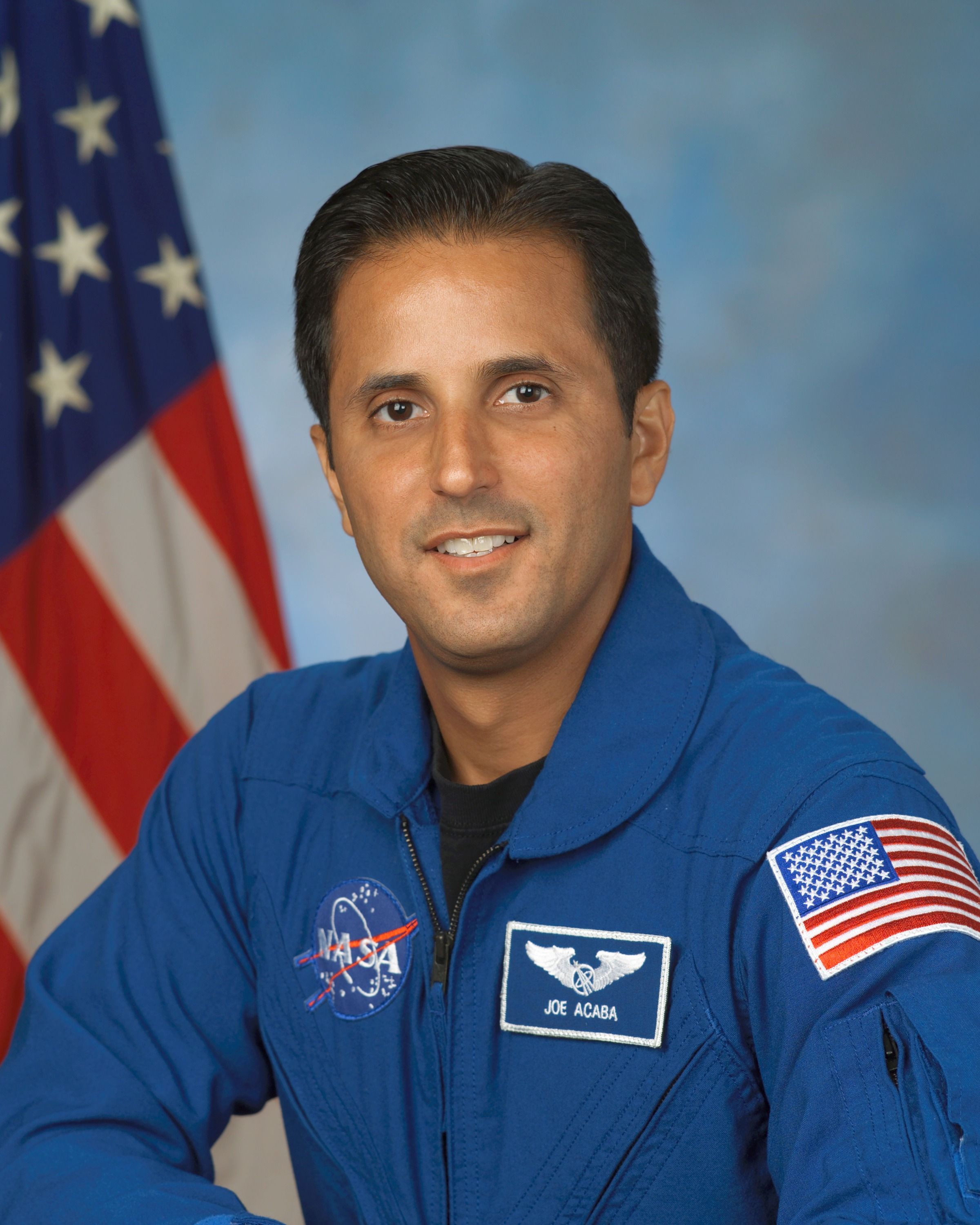

约瑟夫·迈克尔·“乔”·阿卡巴（英語：Joseph Michael "Joe" Acaba，1967年5月17日—），出生于加利福尼亚州阿纳海姆，波多黎各裔美国教育家、地质学家、美国航空航天局宇航员。

## 生平
2009年3月15日，阿卡巴搭乘发现号航天飞机前往国际空间站执行STS-119号任务。
2012年5月17日，阿卡巴搭乘联盟TMA-04M前往国际空间站执行远征31任务。